# سيلان الأنف
الثر الأنفي أو سيلان الأنف (باللاتينية: Rhinorrhea) سيلان غزير لـمخاط خفيف أو مائي (ذو محتوى مائي مرتفع) من الأنف بسبب غزارة إفراز الظهارة التنفسية المبطنة للأنف والجيوب جانب الأنفية للمخاط. وهو من الأعراض الشائعة للأرجية (الحساسية ) أو بعض الأمراض كالزكام والانفلونزا. وقد يحدث عند البكاء أو التعرض للطقس البارد أو استنشاق روائح غريبة أو بعض الأدوية أو كأعراض انسحابية لمدمني المخدرات (الميثادون مثلا). وقد يحدث الثرّ الأنفي بسبب تسرب السائل الدماغي الشوكي عند حدوث كسر قاعدة الجمجمة ويسمى عندها بـ (ثر السائل الدماغي الشوكي من الأنف).

## السيلان الأنفي النوع الأول
بسبب غزارة إفراز الظهارة التنفسية المبطنة للأنف والجيوب جانب الأنفية للمخاط.
والذي يكون سهل العلاج حيث قد يشمل علاج سيلان الانف التدابير التالية:
1. وصف ادوية مضادة للالتهاب.
2. وصف ادوية مقشعة.
3. وصف ادوية لوقف سيلان الأنف.

### الوقاية من السيلان الأنفي النوع الأول
- غسل اليدين باستمرار.
- عدم مشاركة أي شخص مصاب في الطعام والأدوات المستخدمة من قبله.
- استخدام المنديل أثناء السعال والعطاس.
- استخدام الكحول كمعقم لليدين والأدوات.
- تجنب استخدام وملامسة الهواتف العامة
- الإقلاع عن التدخين.
- تجنب الجلوس مع المدخنين.

## السيلان الأنفي النوع الثاني (المرتبط بالنخاع الشوكي)
هو نوع خطر من السيلان وهو خروج سائل النخاع الشوكي من الأنف أو الأذن نتيجة كسر في الجمجمة أو كسر سابق فيها أو حتى تسرب لهذا السائل ويسمى عندها بـ (ثر السائل الدماغي الشوكي من الأنف).

### العلاج
لا يوجد علاج سوى الذهاب إلى اخصائي معين بهذه الحالات وكل ماعليه هو اكتشاف مكان التسرب ومحاولة إما إيقاف التسرب أو إغلاق هذا المكان .